# Artamus cyanopterus
L'artamo fosco o rondine boschereccia fosca (Artamus cyanopterus (Latham, 1801)) è un uccello passeriforme della famiglia Artamidae.

## Etimologia
Il nome scientifico della specie, cyanopterus, deriva dall'unione delle parole greche κυανος (kyanos/kuanos, "ciano") e πτερον (pteron, "ala"), col significato di "dalle ali blu", in riferimento alla livrea: il suo nome comune è anch'esso un riferimento alla colorazione.

## Descrizione

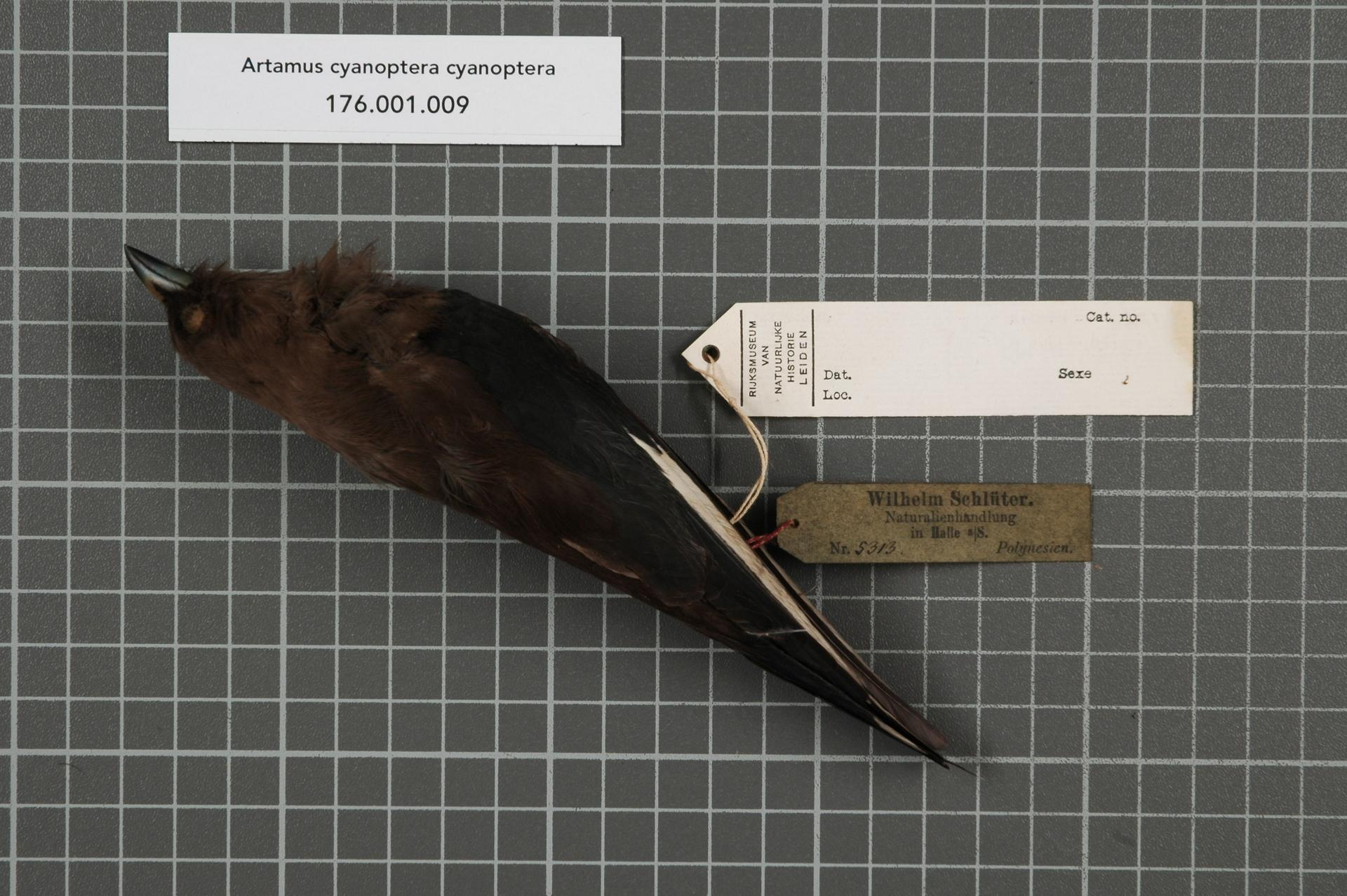
Veduta laterale di esemplare impagliato.

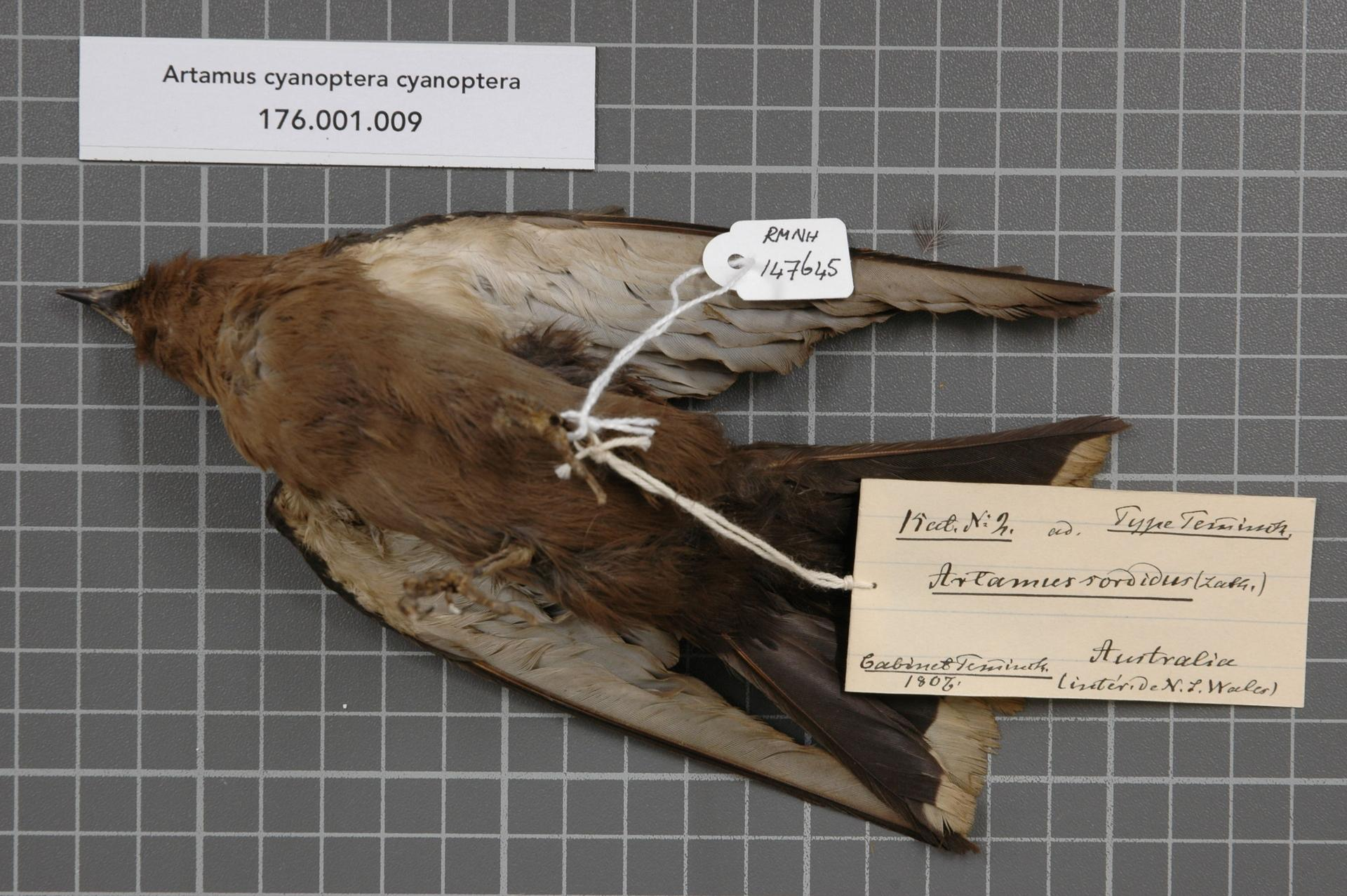
Veduta ventrale di esemplare impagliato.

### Dimensioni
Misura 18 cm di lunghezza, per 21-47 g di peso.

### Aspetto
Si tratta di uccelli dall'aspetto robusto, muniti di testa appiattita, corto becco conico, lunghe ali appuntite dalla base molto larga e corta coda squadrata, nonché di zampe piuttosto corte.
Il piumaggio si presenta di colore bruno-grigiastro uniforme su tutto il corpo, più scuro su ali e coda, che tendono al grigio-nerastro: nelle ali la prima remigante primaria è di colore biancastro, e dello stesso colore è la punta della coda. L'intera superficie inferiore delle ali è di colore grigio argenteo, molto ben visibile quando l'animale spiega le ali, mentre fra i lati del becco e l'occhio il piumaggio tende al nerastro, formando una mascherina.

I sessi sono simili, con dimorfismo sessuale trascurabile.
Il becco è di colore grigio-bluastro con punta nera, gli occhi sono di colore bruno scuro e le zampe sono nerastre.

## Biologia

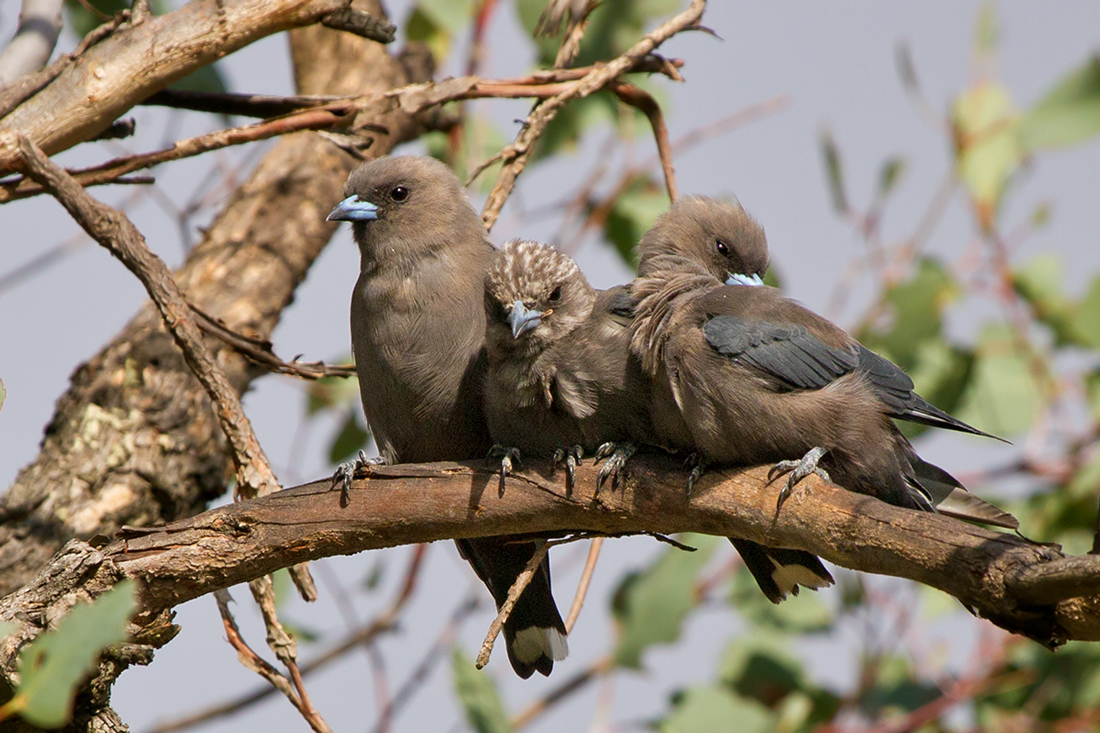
Gruppo effettua il grooming.

L'artamo fosco è un uccelletto vivace dalle abitudini di vita essenzialmente diurne: durante il giorno questi uccelli si disperdono nel proprio territorio, muovendosi da soli o in piccoli gruppi alla ricerca di cibo: sul far della sera, invece, i gruppi di un territorio (generalmente formati da una coppia riproduttrice e dai figli di varie covate) si riuniscono su un singolo posatoio, ammassandosi per passare la notte al riparo dalle intemperie e da eventuali predatori, non prima di aver speso del tempo tolettandosi a vicenda per rinsaldare i legami. Durante la notte, l'artamo fosco riduce la propria temperatura corporea, mostrando di fatto eterotermia.
Questi uccelli sono piuttosto vocali, tenendosi in contatto quasi costante fra loro mediante richiami cinguettanti: il loro richiamo di pericolo è invece alto ed aspro.

### Alimentazione

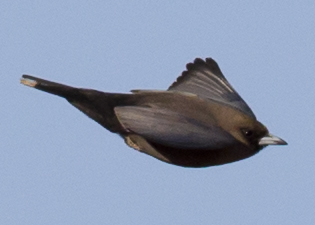
Esemplare in picchiata.

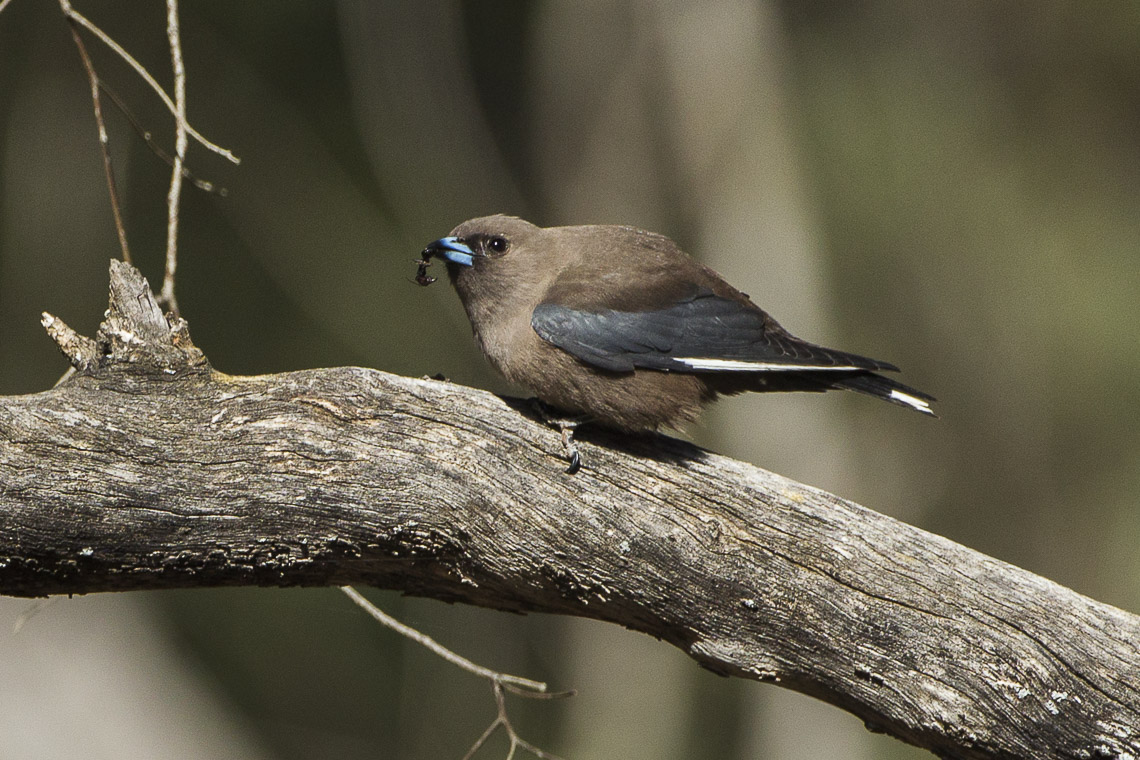
Esemplare si nutre nel Victoria.

Si tratta di uccelli principalmente insettivori, la cui dieta si compone perlopiù di grossi insetti alati catturati al volo: l'artamo fosco passa molto tempo appostato su posatoi con buona visuale o planando sul proprio territorio, scendendo in picchiata su eventuali prede di passaggio. Dopo la cattura, l'animale fa ritorno al proprio posatoio, dove spezzetta la preda col forte becco prima di inghiottirla.

L'artamo fosco è inoltre una delle pochissime specie di passeriformi di piccole dimensioni ad essere stata osservata effettuare cleptoparassitismo, ai danni del pigliamosche inquieto.
Questi uccelli possono inoltre nutrirsi di bacche, frutta e nettare, rinvenuto grazie alla lingua setolosa.

### Riproduzione

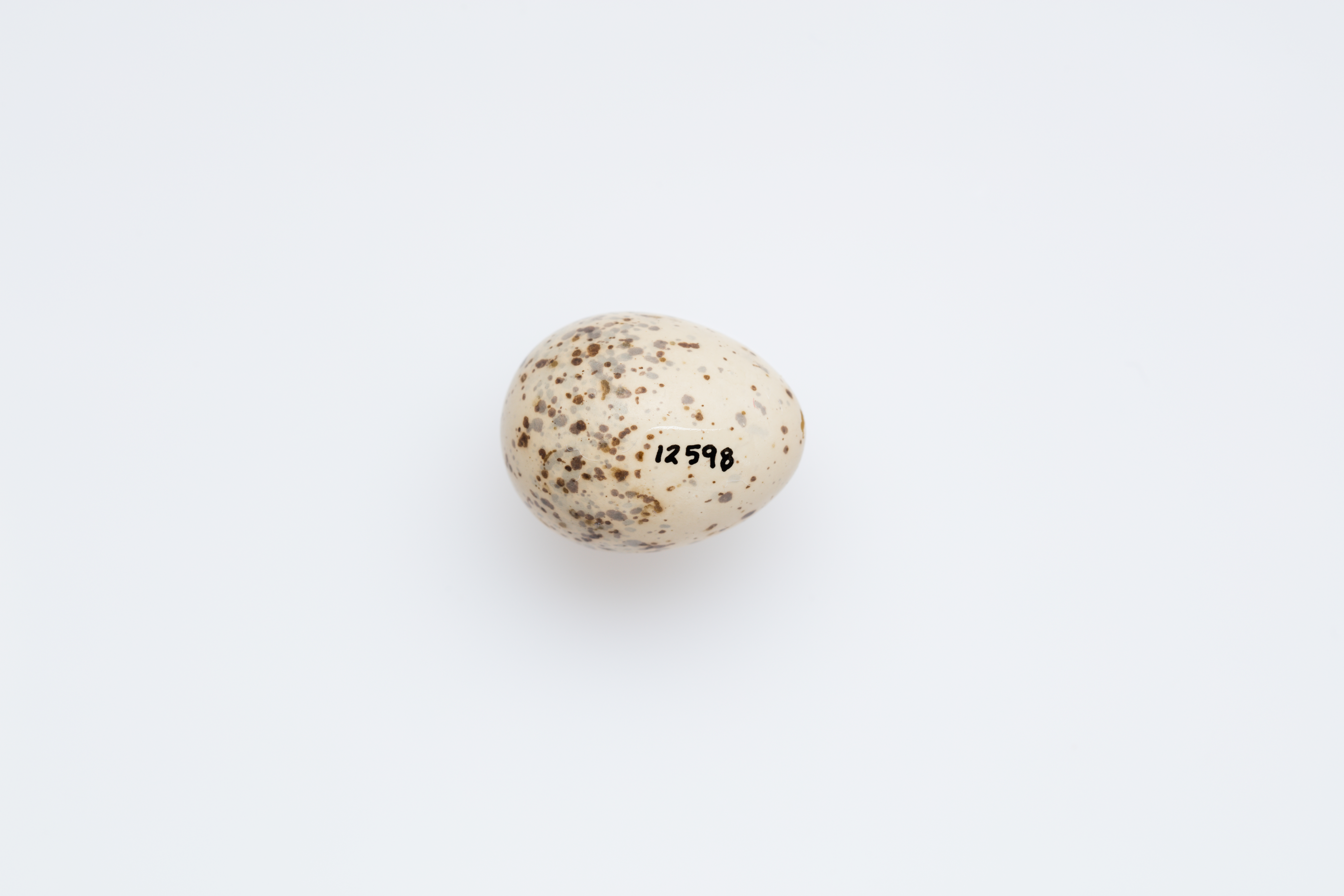
Uovo.

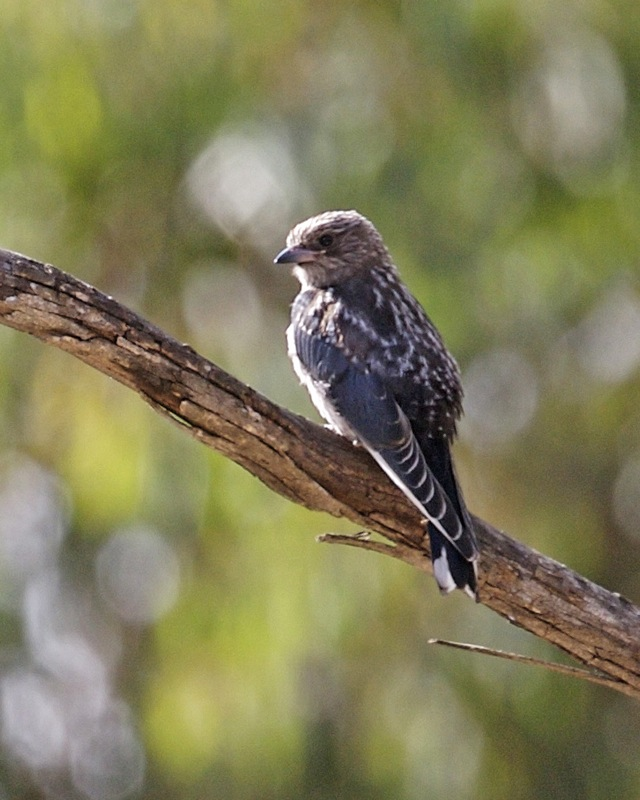
Giovane sulle Blue Mountains.

La stagione riproduttiva va da agosto a febbraio, con picchi delle schiuse fra ottobre e dicembre. Si tratta di uccelli monogami, i cui partner collaborano (spesso aiutati dal resto dello stormo) nella costruzione del nido, nella cova e nell'allevamento della prole: nonostante l'allevamento della prole di tipo cooperativo, la difesa dei dintorni del nido da eventuali intrusi è appannaggio esclusivo della coppia riproduttiva. Pur mantenendo la territorialità, l'artamo fosco tende a nidificare in colonie di una trentina d'individui.

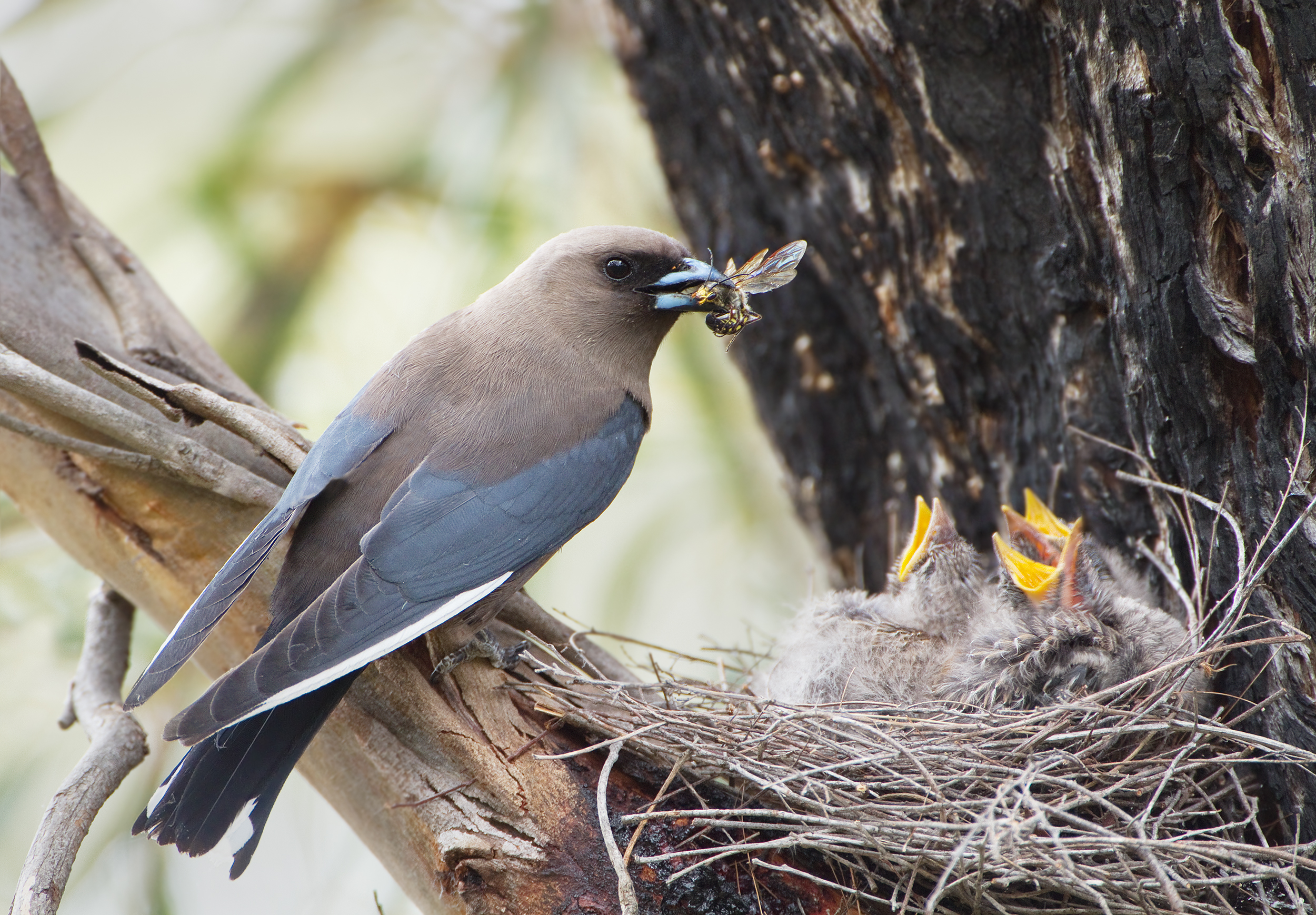
Esemplare nutre i nidiacei con una vespa in Tasmania.

Il nido ha la forma di una coppa schiacciata e viene costruito alla biforcazione di un ramo o in corrispondenza di un ramo spezzato: la sua parte esterna è costituita da fibre vegetali intrecciate grossolanamente, mentre l'interno è foderato con erba secca e radichette.

All'interno del nido la femmina depone 3-4 uova biancastre con maculature bruno-rossicce, che cova alternandosi con gli altri membri dello stormo per 16 giorni, al termine dei quali schiudono pulli ciechi ed implumi.

I nidiacei vengono imbeccati e accuditi da tutto lo stormo: attorno ai venti giorni di vita essi s'involano, tuttavia non si allontanano dal nido prima del mese e mezzo di vita.

## Distribuzione e habitat

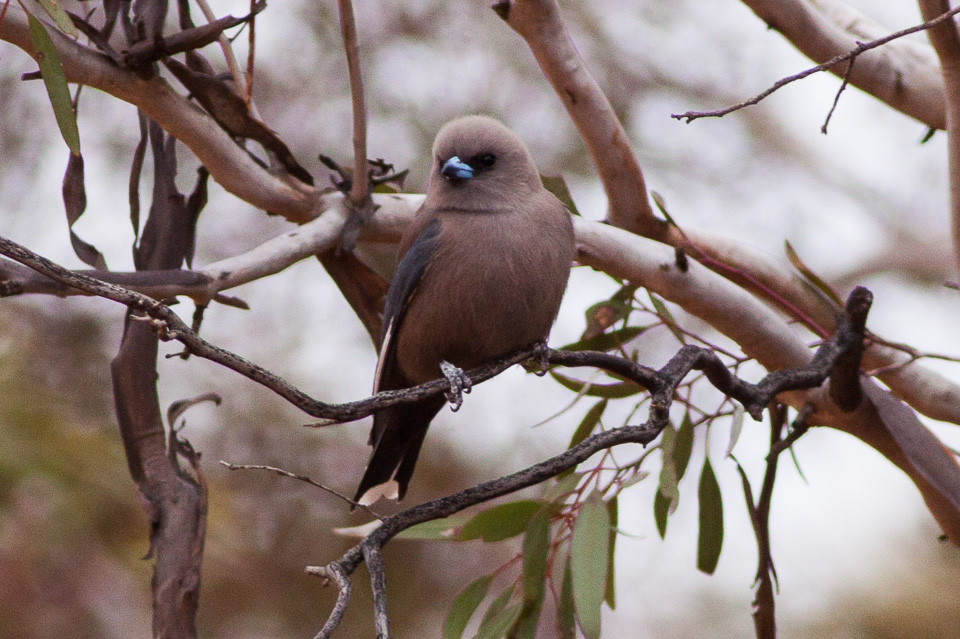
Esemplare in natura.

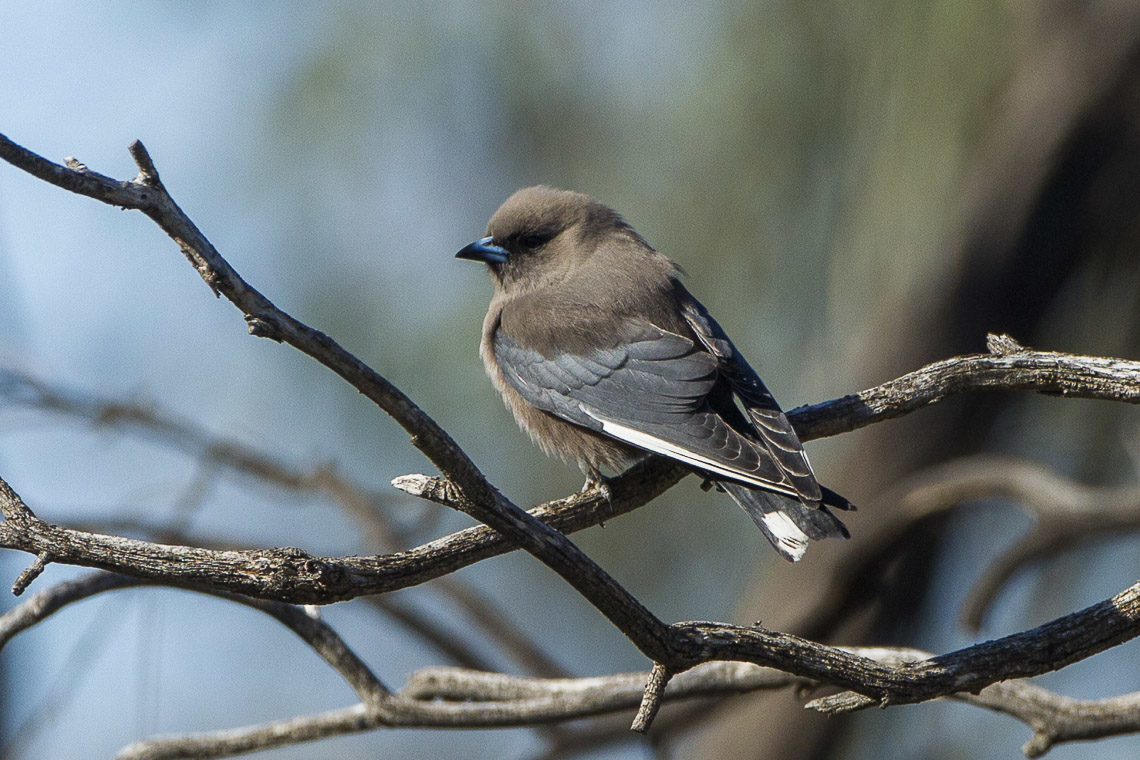
Esemplare nel Victoria.

L'artamo fosco è una specie endemica dell'Australia, della quale occupa un'ampia porzione che va dalla sponda sud-orientale del golfo di Carpentaria al sud-est (Tasmania compresa), e lungo la fascia costiera meridionale raggiunge la punta occidentale del Paese.

Si tratta di uccelli tendenzialmente migratori, che durante l'autunno australe si spostano verso nord.
L'habitat di questi uccelli è rappresentato dalle aree aperte erbose o cespugliose con presenza di alberi isolati o di macchie alberate: essi colonizzano inoltre le aree agricole e quelle suburbane, come giardini e viali alberati.

A differenza di altre specie australiane di rondine boschereccia, l'artamo fosco non è un amante delle aree secche, e predilige le zone in cui le precipitazioni annue superano i 400 mm.

## Tassonomia
Se ne riconoscono due sottospecie:

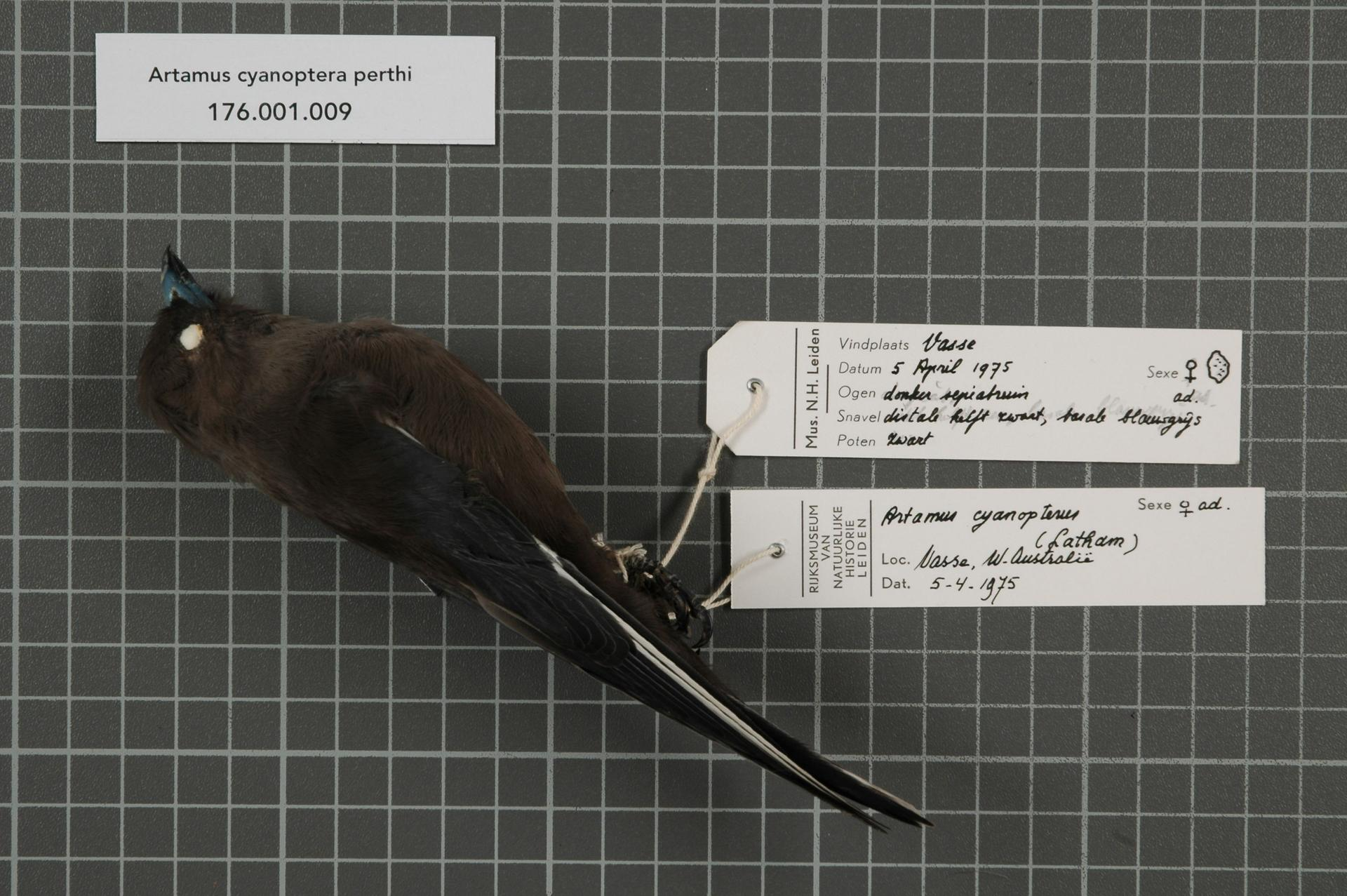
Esemplare impagliato della sottospecie perthi.

- Artamus cyanopterus cyanopterus (Latham, 1801) - la sottospecie nominale, diffusa in Australia centrale, orientale e meridionale (Tasmania e isole dello stretto di Bass comprese);
- Artamus cyanopterus perthi (Mathews, 1915 - diffusa in Australia occidentale e meridionale fino alla penisola di Eyre.